# Veľké Rovné
Veľké Rovné este o comună slovacă, aflată în districtul Bytča din regiunea Žilina. Localitatea se află la altitudinea de 383 m deasupra n.m., se întinde pe o suprafață de 40,601 km2 și în 2017 număra 3.760 de locuitori.

## Istoric
Localitatea Veľké Rovné este atestată documentar din 1408.

## Demografie
| An:                | 1994 | 2004   | 2014   | 2024   |
| ------------------ | ---- | ------ | ------ | ------ |
| Număr de persoane: | 4051 | 4042   | 3779   | 3582   |
| Diferență:         |      | −0,22% | −6,50% | −5,21% |

| An:                | 2023 | 2024   |
| ------------------ | ---- | ------ |
| Număr de persoane: | 3581 | 3582   |
| Diferență:         |      | +0,02% |